# Gilbert Paignon-Dijonval
 (octobre 2020).
Gilbert Paignon-Dijonval (1708-1792) est secrétaire du roi, entrepreneur de la manufacture de Sedan et collectionneur de dessins et d'estampes.

## A Sedan
La Manufacture royale de draps Le Dijonval à Sedan est achetée par les Paignon en 1711. Ces derniers poursuivent la politique d'acquisition de terrains entamée sous les Cadeau. Le corps central date de 1755. Il est formé de 25 travées disposées sur trois niveaux. Les deux ailes dans le prolongement du bâtiment ont été construites en 1778. 

## Sa famille
Gilbert Paignon-Dijonval est le fils de Nicolas-Jean Paignon, seigneur du Dijonval ( –1722), marchand drapier à Sedan, secrétaire du roi et de Anne-Catherine Mignot et le frère de Jean-Baptiste Paignon (1697–1757) et de Marie-Anne Périchon. Il épouse Marie-Anne Lelong (1711–1784). Ils auront une fille Anne-Catherine Paignon-Dijonval qui épouse en 1758, Charles-François Morel de Boistiroux. 
Son petit-fils, Charles Gilbert Morel de Vindé devient très tôt orphelin : sa mère Anne-Catherine décède six jours après sa naissance et son père en août 1762. Il n'a alors que quatre ans et demi lorsqu'il est, semble-t-il, confié à la tutelle ou du moins à la garde de son grand-père maternel, qui est à l'origine de sa fortune, de son sens des affaires et de son goût pour les arts et les sciences. 

## La collection
Paignon-Dijonval commence sa collection dès l'âge de seize ans ; il consacre toute sa vie à l'enrichir, elle représente l'histoire de l'art dans toutes les écoles. Il s'entoure des plus excellents collaborateurs, tels que Edme-François Gersaint, Belle et Remy, Glomy, Huquier, et François Joullain, et fait de judicieux achats dans les ventes célèbres de Gagny, Pierre-Jean Mariette, Nau, Bandeville, etc.
Gilbert Paignon-Dijonval (1708-1792) réunit une des plus importantes collections de tableaux, dessins, estampes et livres de son temps, héritée et complétée par son petit-fils le vicomte de Morel de Vindé. Un catalogue décrit les dessins et estampes, que Morel de Vindé souhaitait céder en bloc de gré à gré. Les tableaux de cette célèbre collection furent dispersés en vente aux enchères en 1821, et les livres en 1795 et 1823, chaque fois sur catalogue descriptif imprimé. La famille Morel-Vindé rassemble une partie de sa collection au Château de La Motte-Tilly. 
Dans les Ardennes, il y a d'autres collectionneurs comme Germain-Hyacinthe de Romance et le marquis de Sy, Claude-René Frémin, fils du sculpteur René Frémin, héritier d'une belle collection, dont les estampes sont aujourd'hui conservées à la Médiathèque Voyelles.